# Javier Fernández Abruñedo
Javier Fernández Abruñedo (Sada, La Coruña, 20 de febrero de 1996), más conocido como Bicho, es un futbolista español que juega como centrocampista en la Cultural y Deportiva Leonesa de la Segunda División de España.

## Biografía
Nacido en Sada, comenzó su formación en el Rayo Sadense y luego se incorporó a las categorías inferiores del Real Club Deportivo de La Coruña. Debutó con el equipo filial, en la Tercera División, en 2013.
El 17 de agosto de 2013 debutó con el primer equipo del Deportivo en un partido contra la Unión Deportiva Las Palmas. Durante el resto de la temporada, alternó partidos entre el primer equipo y el filial.
En 2014 fue cedido al F. C. Barcelona "B" por dos años, donde alternó buenas actuaciones en el filial. Tras el descenso del equipo, retornó al Deportivo y fue cedido al Club Deportivo Leganés en 2015. Sin oportunidades, fue cedido a la Sociedad Deportiva Compostela.
En 2016 jugó en el Racing Club de Ferrol en Segunda División B, disputando 34 partidos y anotando 4 goles. Regresó al Deportivo para jugar en su filial, el Deportivo Fabril, hasta 2020, aunque las lesiones limitaron su participación.
En enero de 2020 fue presentado en la Sociedad Deportiva Compostela en su segunda etapa, donde logró el ascenso a Segunda División B. En 2021 se unió al San Fernando Club Deportivo Isleño, y en 2023 fichó por la Cultural y Deportiva Leonesa.

## Selección nacional
Fue convocado para las categorías inferiores de la selección española, representando a la sub-16 y la sub-17.

## Clubes
Actualizado a 24 de mayo de 2025.
| Club | Div.          | Temporada     | Liga  | Liga  | Copas nacionales(1) | Copas nacionales(1) | Total | Total |
| Club | Div.          | Temporada     | Part. | Goles | Part.               | Goles               | Part. | Goles |
| --- | ------------- | ------------- | ----- | ----- | ------------------- | ------------------- | ----- | ----- |
| R. C. Deportivo de La Coruña "B" · España                                                                                 | 3.ª           | 2012-13       | 3     | 1     | 3                   | 0                   | 6     | 1     |
| R. C. Deportivo de La Coruña "B" · España                                                                                 | 3.ª           | 2013-14       | 18    | 1     | ―                   | ―                   | 18    | 1     |
| R. C. Deportivo de La Coruña · España                                                                                     | 2.ª           | 2013-14       | 6     | 0     | 2                   | 0                   | 8     | 0     |
| R. C. Deportivo de La Coruña · España                                                                                     | Total club    | Total club    | 6     | 0     | 2                   | 0                   | 8     | 0     |
| F. C. Barcelona "B" · España                                                                                              | 2.ª           | 2014-15       | 18    | 0     | ―                   | ―                   | 18    | 0     |
| F. C. Barcelona "B" · España                                                                                              | Total club    | Total club    | 18    | 0     | ―                   | ―                   | 18    | 0     |
| C. D. Leganés · España | 2.ª           | 2015-16       | 0     | 0     | 0                   | 0                   | 0     | 0     |
| C. D. Leganés · España | Total club    | Total club    | 0     | 0     | 0                   | 0                   | 0     | 0     |
| S. D. Compostela · España                                                                                                 | 2.ª B         | 2015-16       | 17    | 3     | ―                   | ―                   | 17    | 3     |
| Racing de Ferrol · España                                                                                                 | 2.ª B         | 2016-17       | 34    | 4     | 2                   | 1                   | 37    | 5     |
| Racing de Ferrol · España                                                                                                 | Total club    | Total club    | 34    | 4     | 2                   | 1                   | 37    | 5     |
| R. C. Deportivo Fabril · España                                                                                           | 2.ª B         | 2017-18       | 7     | 0     | 2                   | 0                   | 9     | 0     |
| R. C. Deportivo Fabril · España                                                                                           | 2.ª B         | 2018-19       | 14    | 0     | ―                   | ―                   | 14    | 0     |
| R. C. Deportivo Fabril · España                                                                                           | Total club    | Total club    | 42    | 2     | 5                   | 0                   | 47    | 2     |
| S. D. Compostela · España                                                                                                 | 3.ª           | 2019-20       | 5     | 1     | ―                   | ―                   | 5     | 1     |
| S. D. Compostela · España                                                                                                 | 2.ª B         | 2020-21       | 20    | 1     | 1                   | 0                   | 21    | 1     |
| S. D. Compostela · España                                                                                                 | Total club    | Total club    | 42    | 4     | 1                   | 0                   | 43    | 4     |
| San Fernando C. D. · España                                                                                               | 1.ª F         | 2021-22       | 36    | 1     | 1                   | 0                   | 37    | 1     |
| San Fernando C. D. · España                                                                                               | 1.ª F         | 2022-23       | 25    | 0     | ―                   | ―                   | 25    | 0     |
| San Fernando C. D. · España                                                                                               | Total club    | Total club    | 61    | 1     | 1                   | 0                   | 62    | 1     |
| Cultural y Deportiva Leonesa · España                                                                                     | 1.ª F         | 2023-24       | 35    | 3     | ―                   | ―                   | 35    | 3     |
| Cultural y Deportiva Leonesa · España                                                                                     | 1.ª F         | 2024-25       | 36    | 0     | 2                   | 0                   | 38    | 0     |
| Cultural y Deportiva Leonesa · España                                                                                     | Total club    | Total club    | 71    | 3     | 2                   | 0                   | 73    | 3     |
| Total carrera | Total carrera | Total carrera | 274   | 14    | 13                  | 1                   | 287   | 15    |
| (1) Incluye datos de la Copa del Rey. En caso de equipo filial se refiere a los partidos de play-off (2012-13 y 2017-18). |               |               |       |       |                     |                     |       |       |